# مارك جاكسون (منافس ألعاب قوى)
مارك جاكسون هو منافس ألعاب قوى كندي، ولد في 15 مايو 1969 في تورونتو في كندا.

## وصلات خارجية
- مارك جاكسون على موقع الاتحاد الدولي لألعاب القوى (الإنجليزية)
- مارك جاكسون على موقع الاتحاد الكندي لألعاب القوى (الإنجليزية)
- مارك جاكسون على موقع اللجنة الأولمبية الدولية (الإنجليزية)
- مارك جاكسون على موقع أوليمبيديا (الإنجليزية)
- مارك جاكسون على موقع اللجنة الأولمبية الكندية (الإنجليزية)